# Mechanizovaná pěchota

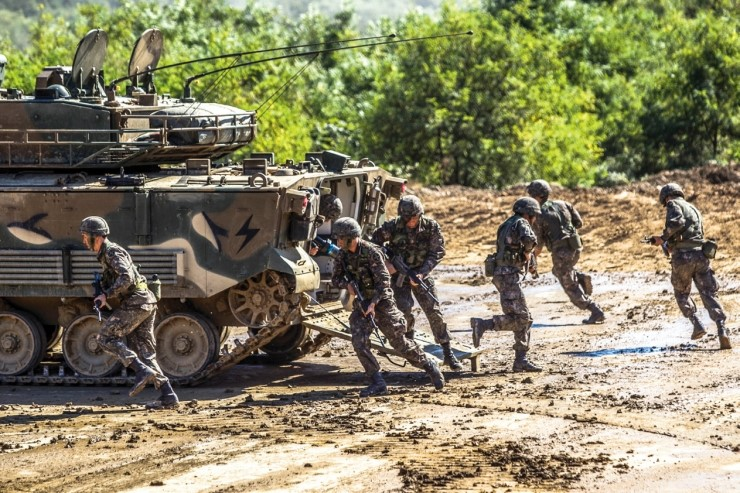
Vojáci 20. mechanizované divize jihokorejské armády vysedají z bojového vozidla pěchoty K21

Mechanizovaná pěchota je na bojiště dopravována pásovými nebo kolovými bojovými vozidly pěchoty, která převáženému výsadku umožňují držet v terénu krok s tanky, poskytují ochranu při přesunu a po vysazení palebnou podporu. Ve srovnání s motorizovanou pěchotou disponuje mechanizovaná pěchota vozidly se silnější výzbrojí a pancéřováním. V ozbrojených silách NATO patří mezi pěchotu těžké kategorie.

## Historie

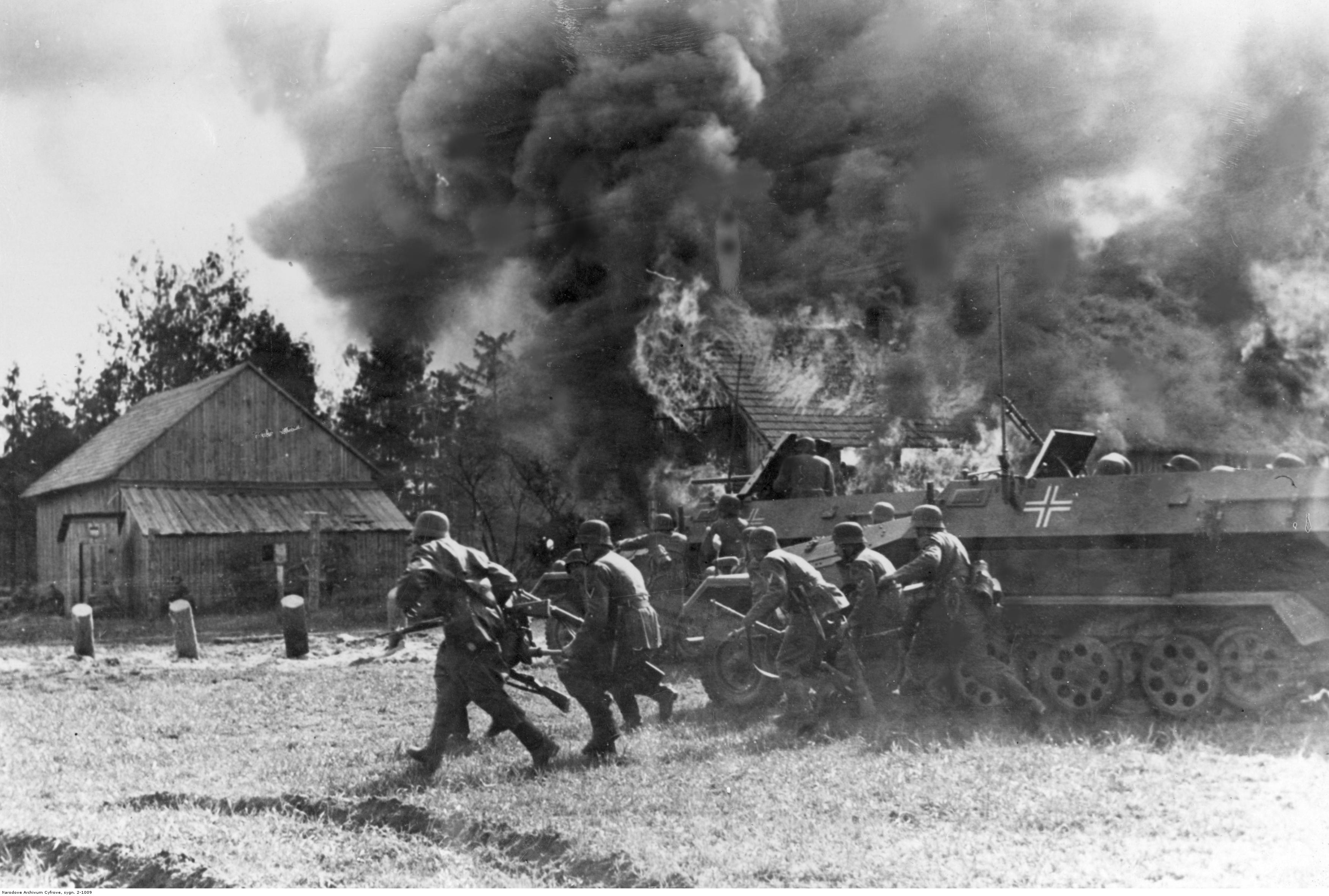
Panzergrenadieren a Sd.Kfz. 251 na východní frontě

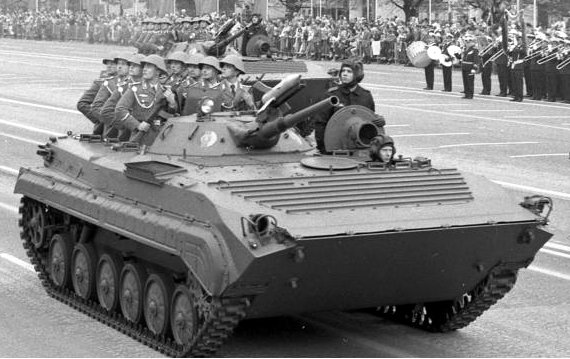
Východoněmečtí vojáci na přehlídce s BMP-1

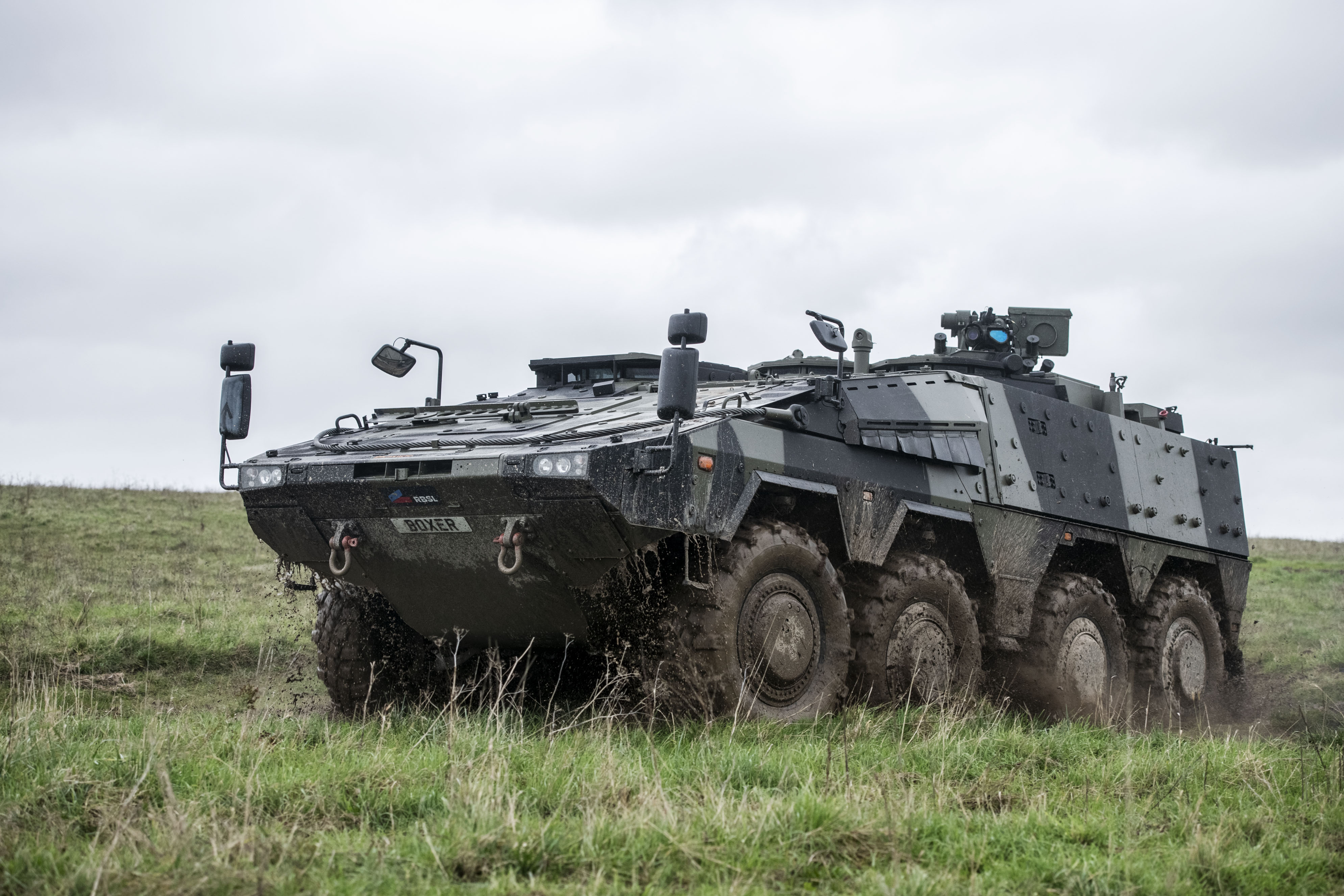
Boxer byl vybrán jako Mechanised Infantry Vehicle britské armády

Boje první světové války ukázaly, že se tanky neobejdou bez podpory pěchoty. Její doprava na bojiště pomocí tankového výsadku (vojáci se vezli přímo na tanku) však skýtala nevýhodu v podobě zranitelnosti a v případě převozu na nákladních automobilech i v neschopnosti postupovat spolu s tanky v obtížnějším terénu.
Mark IX, první obrněný transportér na světě, byl vyroben v roce 1918 na základě britského tanku Mark V. V meziválečném období některé armády postavily motorizované a mechanizované jednotky. Většinou se jednalo o kombinaci obrněných automobilů a tanků či tančíků s pěchotou na nákladních automobilech, případně i s jezdectvem (např. v československé armádě tzv. rychlé divize).
Průlom znamenal německý blitzkrieg, který předpokládal spolupráci tanků (mimo jiné) s pěchotou převáženou obrněnými vozidly. V roce 1939 byly do výzbroje wehrmachtu zařazeny polopásové transportéry Sd.Kfz. 251, kterými byly přednostně vybavovány pěší útvary v rámci tankových divizí. Většina tankových granátníků byla nicméně přepravována nákladními automobily a německé pěší divize byly po celou válku závislé i na koňských povozech.
Západní Spojenci dosáhli za druhé světové války prakticky úplné motorizace svých jednotek, přičemž pěchota se dočkala i specializovaných transportérů v podobě polopásů M2 a M3 nebo pásových Bren Carrierů. Sovětská pěchota byla převážena na tancích.
Během studené války se mechanizace pěchoty zintenzivnila zaváděním kolových a pásových obrněných transportérů. Vzhledem k neustálému zvyšování palebné síly byly konstruovány transportéry se silnějším pancéřováním i výzbrojí. Z dopravního prostředku se stalo bojové vozidlo, které může vojáky účinně podporovat i po jejich sesednutí. Sovětské motostřelecké divize byly vyzbrojeny pásovými BMP (bojové vozidlo pěchoty) a kolovými BTR (obrněný transportér), zatímco motostřelci tankových divizí měli výhradně BMP.
Vyvinuly se tři myšlenkové školy, které vykrystalizovaly, jsou následující:
- Nezávislý přístup (Bundeswehr: Německá škola, Pancéřoví granátníci): Využití ICV jako nezávislé zbraňové platformy obrněných vozidel, jakmile pěchota sesedne. Bundeswehr identifikoval poskytnutí větší palebné síly pěchotních vozidel k posílení tanku během boje. Základní role tankových granátníků byla „charakterizována rychlým střídáním bojů“.
- Přístup podpory (sovětská): Ve spojení s tanky poskytuje ICV blízkou a přímou palebnou podporu své sesedající pěchotě. Sověti chtěli být schopni bojovat a zároveň zůstat chráněni v uzavřeném prostoru odolném proti záření, který by byl umístěn v zadní části operační hloubky nepřítele.
- Ochranný přístup: (Pre-Bradley Fighting Vehicle [BFV] US Army): Po sesednutí pěchota bojuje za podpory tanků. APC/ICV je vyřazeno z akce, aby byla zajištěna jeho dostupnost pro opětovné nalodění na sestupy. Tanky byly pro Američany rozhodujícím prvkem na bojišti a funkcí obrněné pěchoty bylo napomáhat dopředné hybnosti tanků a možná občas zaútočit na nepřátelské pozice, na které tanky zaútočily.

Každá technika zhruba odpovídá stupni priority přiřazené roli sesednuté pěchoty v kombinované zbrojní bitvě příslušnými armádami.

## Současnost
Moderní mechanizovaná pěchota je do boje převážena obrněným bojovým vozidlem vyzbrojeným kanónem, případně i protitankovými řízenými střelami. První bojová vozidla pěchoty byly pásové transportéry vyzbrojené automatickým kanónem (až na sovětské BMP-1 se 73mm nízkotlakým kanónem 2A28 Grom). Západní konstrukce, jako například Marder, poskytovaly výsadku větší pancéřovou ochranu za cenu větších rozměrů a vyšší hmotnosti. Kolové obrněné transportéry zpočátku nemohly pásovým typům konkurovat průchodností terénem, odolností ani výzbrojí. Nově vyvinutá kolová bojová vozidla pěchoty však nabízejí srovnatelné schopnosti.
Existují dvě odlišné filozofie, které řídí současnou filosofii pěchoty s obrněnými vozidly: jedna zaměřená na vojáka a druhá na vozidlo. Přístup zaměřený na vojáka nahlíží na bojovou techniku především jako na přepravu pěchotní sekce. PMV, APC, IFV a ICV přepraví družstvo na místo sesednutí, jako je místo soustředění nebo krátce od cíle mimo účinný dostřel nepřátelských zbraní. Poté se stáhne a zůstane v pohotovosti, aby na ně znovu nasedl, jakmile bude cíl zajištěn – přístup "bojového taxíku". Pěchotní sekce bojuje sesednuta a je závislá na palebných družstvech v rámci sekce, které při manévrování poskytují jak palebnou základnu, tak útočné prvky. Přístup zaměřený na vozidlo interpretuje PMV, APC, IFV a ICV jako nedílnou součást pěchotní sekce zajišťující dopravu a palebnou sílu. PMV, APC, IFV a ICV přepraví pěchotu na místo seskoku těsně před cílem, u něj nebo za ním a bojuje s nimi. Poskytuje blízkou podporu palebným týmům, poskytuje jim palebnou základnu pro přesun a útok – v podstatě "dělostřeleckou skupinu" sekce. Naopak palebné týmy poskytují PMV, APC, IFV a ICV intimní ochranu a likvidují nepřátelské hrozby, zejména protipancéřové zbraně, v blízkém terénu. Vztah pěchoty a BVP je symbiotický a vysoce integrovaný, což vyžaduje specializované taktiky, techniky a postupy (TTP) pro využití výhod, které nabízejí schopnosti BVP.
Tyto filozofie jsou demonstrovány v moderních západních armádách. Přístup mechanizované pěchoty je typický pro americké, francouzské a kanadské síly. Naproti tomu britské, německé, švédské, finské a dánské síly upřednostňují vzor obrněné pěchoty. Existují dva hlavní konstrukční trendy, které řídí konstrukce APC a IFV. Obecně řečeno, konstrukce obrněných transportérů upřednostňují kapacitu pěchoty, zatímco konstrukce BVP upřednostňují palebnou sílu.

### Ruská federace
Motorizovaná střelecká četa ruských pozemních sil se skládá z velitelství čety, 3 střeleckých družstev a 3 vozidel. V četě vybavené BMP-2 nebo BMP-3 to zahrnuje 1 důstojníka a 29 poddůstojníků. Na jednu motostřeleckou rotu připadají 3 motostřelecké čety (plus 2 vozidla na velitelství roty) a 3 motostřelecké roty na prapor. Počet motostřeleckých praporů na brigádu závisí na tom, zda se jedná o motostřeleckou nebo tankovou brigádu.
Velitelství čety (отделения управления) se skládá ze 6 osob: velitele čety (Командир взвода), zástupce velitele čety nebo seržant čety (Зам. командир а взвода), odstřelovač (Снайпер), Medik-střelec (Стрелок-санитар), Kulometčík (Пулеметчик) a Pomocný kulometčík (Номер расчета). Střelecké družstvo (Мотострелковое Отделение) se skládá ze 6 integrálních vojáků a 2 členů posádky přidělených z úrovně praporu. Mezi sesednutými jsou velitel družstva (Командир отделения), starší střelec (Старший стрелок), kulometčík (Пулеметчик), granátník (Гранатометчик), asistent granátníka (помощник гранатометчика) a střelec (Стрелок). Sesednutí se dále dělí na palebnou skupinu a manévrovou skupinu. Posádky vozidel se skládají z mechanika-řidiče (Механик-водитель) a střelce-operátora (наводчик-оператор).
BMP-2 a BMP-3 jsou primární pásová bojová vozidla pěchoty, přičemž BMP-3 je novější z těchto dvou. Motorizovaná střelecká četa ruských pozemních sil, která zdědila doktrínu bývalého Sovětského svazu a jeho motostřeleckých čet, se skládá ze 3 vozidel (typicky BMP-3, BMP-2, BMP-1, MT-LBM nebo BTR-82). 
Ruská doktrína je zaměřena na kombinované zbraně, typicky kombinující schopnosti motostřeleckých a tankových jednotek v jedné formaci. Běžnou konfigurací, která je často k vidění v moderních ruských praporech a rotních taktických skupinách, je připojení tankové roty k motostřeleckému praporu nebo tankové čety k motostřelecké rotě. Samotná četa motorizovaných střelců může pokrýt frontu dlouhou až 300 metrů (50 metrů na družstvo plus 50 metrů interval mezi družstvy). V čele formace by stál tank, a to až 100-200 metrů před motostřeleckou četou. Sesedající by postupovali těsně před nebo v linii se svými vozidly. Mezitím velitel čety, odstřelovač, jakékoli prvky palebné podpory (jako je granátomet AGS) a BMP mohou sledovat útok čety až o 50 metrů, ale mohou být také součástí těla formace.

### Spojené státy
Mechanizovaná pěchotní střelecká rota je hlavní pěchotní složkou bojových týmů obrněných brigád (ABCT). Spolu s obrněnou rotou tvoří mechanizovaná střelecká rota manévrovací prvek vševojskových praporů (CAB). Každá ABCT má 1 CAB se 2 mechanizovanými pěchotními rotami a 1 obrněnou rotou, stejně jako 2 CAB s 1 mechanizovanou pěchotní rotou a 2 obrněnými rotami. Mechanizované roty mohou být zaměstnány kombinovanými vojskovými prapory (CAB) jako obrněné a mechanizované pěchotní roty, což jsou vševojskové formace skládající se z obrněných a mechanizovaných pěchotních rot. V roce 2018 bylo 10 z 31 brigádních bojových týmů americké armády SBCT. Pět z 27 brigádních bojových týmů Národní gardy jsou SBCT. Základní struktura mechanizovaných pěchotních čet se nezměnila od roku 2002, kdy se ABCT nazývaly Heavy Brigade Combat Teams. Každá střelecká četa je vybavena 4 bojovými vozidly pěchoty M2A3 Bradley, zkráceně BFV pro "Bradley Fighting Vehicle". Bradley je v současné době bojovým vozidlem pěchoty americké armády, i když od roku 2019 se jej v současné době snaží nahradit v rámci programu Optionally Manned Fighting Vehicle (OMFV). Z personálního hlediska se četa skládá z jízdního a sesednutého prvku. V jízdním prvku jsou velitel čety, seržant čety a posádky vozidel. Vozidla jsou rozdělena do 2 sekcí (A a B), z nichž každá obsahuje 2 BFV. Sesednutý prvek se skládá ze 3 střeleckých družstev.
Pěchotní střelecká četa Stryker je hlavní malou pěchotní jednotkou v bojových týmech brigády Stryker (SBCT). V roce 2018 bylo 7 z 31 brigádních bojových týmů americké armády SBCT. Dva z 27 brigádních bojových týmů Národní gardy jsou SBCT. Stejně jako dříve se četa skládá ze 3 střeleckých družstev, 1 zbrojního družstva a 1 velitelství čety. Četa se dále dělí na jízdní a sesednutý prvek, přičemž jízdní prvek obsahující řidiče a velitele vozidla je v případě nasednutí do kompetence velitelů družstva. Každé střelecké družstvo se skládá ze 2 čtyřčlenných týmů vedených velitelem družstva, zatímco zbraňové družstvo obsahuje 2 týmy kulometů M240. Velitelství čety se skládá z velitele čety, seržanta čety a radisty (RTO) s předsunutým pozorovatelem a bojovým zdravotníkem, kteří jsou obvykle připojeni. Celkově se četa skládá z 1 důstojníka a 43 poddůstojníků, přičemž nedílnou součástí čety jsou 4 Stryker ICV.

### Francie
Pěchotní sekce je bojový prvek bojové roty ve francouzské armádě, analogický střelecké četě. Skládá se z velitelského týmu, 3 bojových skupin a 1 podpůrné skupiny se 4 integrovanými obrněnými vozidly.
Velitelský tým (Équipe de commandement) je obdobou velitelství čety, s velitelem čety (Chef de section), zástupcem velitele čety (Sous-officier adjoint), radistou (L'operateur radiophoniste) a 2 přesnými střelci (Tireurs de precision). Precision Shooters jsou vyzbrojeni odstřelovací puškou FR F2, což je opakovací puška a v podstatě modernizovaná a upravená MAS 36 komorovaná v ráži 7,62x51 mm. Tito střelci mohou být přiděleni k bojovým skupinám, podřízeným velitelům těchto skupin, podle uvážení velitele čety.
Bojová skupina (Groupe de combat) je prvek boje zblízka pěchotní sekce, který se skládá z 9 osob rozdělených do 3 částí. Celou skupinu vede vedoucí skupiny (Chef de groupe). Když jsou nasedlí, jsou vůdcem vozidla, ale sesedají z vozidla se zbytkem skupiny. Posádky vozidel zahrnují řidiče (Pilote) a velitele vozidla (Chef d'engin), který je poddůstojníkem, ale je podřízen veliteli skupiny. Sesednutý prvek je dále rozdělen do 2 týmů po 3 mužích pod celkovým velením velitele skupiny. Podpůrným prvkem v rámci pěchotní sekce je podpůrná skupina (Groupe appui) nebo protitanková skupina (Groupe antichar), která obsluhuje 2 drátem naváděné protitankové střely na bázi ERYX.

### Velká Británie
Střelecká četa britské armády se skládá z velitelství čety a 3 střeleckých sekcí. Ačkoli základní struktura čety zůstala stejná od roku 2001, kdy byla odstraněna sekce podpory manévrů, podrobnosti o struktuře a vybavení na úrovni sekce byly aktualizovány v roce 2018 a přešly do roku 2019. Velitelství čety se skládá z velitele čety (podporučík nebo poručík), seržanta čety (seržant), spojaře/radisty (vojín) a 2 běžců (vojínů). Každá střelecká sekce se skládá z 8 poddůstojníků. Každému z nich velí desátník, kterému pomáhá svobodník působící jako zástupce velitele sekce (2IC). Sekce se dále dělí na 2 palebné týmy. U obrněných pěchotních sekcí namontovaných na bojových vozidlech Warrior je typicky pouze 7 sesednutí s vysazením střelce. Přestože četa postrádá bojové zdravotníky, s bojovými zdravotnickými techniky (CMT) soustředěnými na úrovni roty, každý muž v sekcích absolvuje základní bojový výcvik zachránce života (CLS) (MATT 3 BCD). Mezitím jeden člen sekce absolvuje hlubší školení CLS, nazvané "Team Medic".
Z hlediska motorizace a mechanizace existují v britské armádě čtyři základní typy pěchotních praporů:
1. Obrněná pěchota ve 4 bojových vozidlech pěchoty FV510 Warrior na četu (bude změněna na mechanizovanou pěchotu namontovanou na obrněných transportérech Boxer),
2. Těžká pěchota ve 4 Mastiff PPV MRAP (také známých jako Cougar) na četu,
3. Lehká pěchota v 6 obrněných vozech Foxhounds (náhrada za Snatch Land Rover) na četu,
4. Lehká pěchota bez integrovaných vozidel.

Ve struktuře sil britské armády "Armáda 2020" jsou obrněná pěchota a těžká pěchota soustředěny ve 3. divizi. Divize také zahrnuje obrněný pluk, skládající se z hlavních bojových tanků Challenger 2 a obrněné kavalerie namontované v Ajaxu.

### Švédsko
Mechanizovaná střelecká četa (Mekaniserad Skyttepluton) je hlavním bojovým prvkem mechanizované roty v rámci švédské armády. Každý mechanizovaný prapor – společné formace nedílné k plukům Organizace rychlé reakce švédské armády – má 2 tankové roty (Strv 122) a 2 mechanizované roty (Strf 9040). Každá mechanizovaná střelecká četa je vybavena 3 bojovými vozidly pěchoty Strf 9040, které nesou 3 sesednuté mechanizované střelecké skupiny (Pansarskyttegrupp). To je v kontrastu se švédskou lehkou pěchotou, která obvykle jezdí v pásových transportérech Bv 206. 
Mechanizovaná pěchota velmi úzce spolupracuje s tankovými jednotkami, přičemž obvykle mechanizovaná rota a tanková rota jsou spárovány pro vševojskovou misi. Velitelství čety (Chefsgrupp) se skládá z velitele čety (Plutonchef), zástupce velitele čety (Ställföreträdande plutonchef) a velitele vozidla (Vagnchef). Každá ze 3 mechanizovaných střeleckých skupin čety (Mekaniserad skyttegrupp) se skládá z dvoučlenné posádky vozidla (kromě velitelů vozidel) a 6členného sesednutého prvku. Posádku tvoří řidič (Förare) a palubní střelec (Skytt).

## V Československu a Česku
Československá lidová armáda v roce 1954 přejmenovala pěší útvary na střelecké. Od 1. října 1957 byla 3. mechanizovaná divize na zkoušku reorganizována na motorizovanou střeleckou divizi, která kombinovala vlastnosti střelecké a mechanizované divize. V roce 1958 byl převzat sovětský model vševojskových svazků rozdělených na tankové a motostřelecké. K přejmenování motostřeleckých divizí na mechanizované došlo v roce 1991.
Armáda České republiky používá termín mechanizované vojsko. 71. a 72. mechanizovaný prapor disponují vozidly CV-90 a BVP-2, 41. a 42. mechanizovaný prapor provozují KBVP Pandur II.

### Organizace
Četa na KBVP Pandur II se skládá z VČ (poručík), ZVČ (popřípadě s prvky ISR a I4STAR) a 27 vojáky ve třech družstvech ve třech prvcích.
- Velení čety (VČ, ZVČ, prvky ISR, I4STAR)
- Vozidlový prvek (Velitel osádky, střelec operátor a řidič v (K)BVP), kterému velí ZVČ, v případě nepřítomnosti VČ
- Pěší prvek, který se skládá z velení čety a tří rojů. Roj se skládá z velitele družstva (VD) a 5 dalšími vojáky (pancéřovník, kulometčík, přesný střelec na delší vzdálenost s PPS, 2 střelců). Roj se dělí na sekce (alfa, bravo nebo těžká a lehká).

Četa má 3 KBPV, která poskytují taktickou a operační mobilitu. Dále poskytuje palebnou podporu. Mechanizovaná rota se skládá ze tří čet a velení roty.

### Taktika mechanizovaného družstva
Podle B. A, Friedmana existuje 9 zásad relevantní pro taktiku. Dělí se podle fyzických (masa, manévr, síla a tempo), mentálních (klam, překvapení, zmatek a šok) a morálních principů (morální soudržnost).
Postupy mechanizovaného družstva vychází z principů doktrín a manuálů AČR, USA, Velké Británie, NATO, elitního bojového kurzu AČR Komando, kurzů BMATT CZ a zkušeností příslušníků AČR, které jsou u mechanizovaných útvarů přizpůsobeny, aby odpovídaly struktuře mechanizovaného vojska. Každý voják/bojovník vychází ze 6 základních bojových drilů pěchotního boje:
1. Příprava k boji (podle akronymu PAWPERSO až do vydání povelu velitele vpřed) ve skrytu/krytu v kruhové obraně.
2. Reakce na nepřátelskou střelbu (podle akronymu RTR a správného pohybu vojáka po bojišti).
3. Určení postavení nepřítele (podle akronymu 3P a nejvhodnější metodou).
4. Vítězství v přestřelce (získáním palebné převahy rozvinutím do vhodné bojové formace).
5. Útok (v souladu s rozhodnutím velitele družstva nebo čety dle METT-TC a OCOKA).
6. Reorganizace (dle akronymu PACESSDO).

Formace družstva závisí na bojové situaci, terénu a potřeby rychlosti přesunu. O formaci rozhoduje velitel družstva, popřípadě vyšší velící prvek (VČ, ZVČ).
- Klín, popřípadě klín s vysunutým pátračem je nejčastější přesun v otevřeném prostoru nebo v řídkých lesích.
- Zástup, který se využívá především v obtížném terénu, na úzkých stezkách, nebo v noci.
- Šachovnice se používá především na komunikacích.
- Véčko se často používá v sestavě čety, ale lze jí využít i na úrovni družstva (například při ústupu při kontaktu se silným nepřítelem).
- Rojnice. Jedná se o tzv. nejtypičtější bojovou formaci.

Družstvo při přesunu může provádět tzv. krátké (orientace v mapě v délce max. 10 minut) a dlouhé zastávky (spojení s nadřízeným, kontrola mapy nebo vyslání průzkumu v délce delší než 10 minut) a zaujmout shromaždiště pro plnění úkolu v prostoru (odpočinek, základna pro vedení bojové činnosti).
- Krátká a dlouhá zastávka pěšího prvku v kruhové obraně ve skrytu/krytu.
- Krátká (KBVP sjede z cesty, družstvo zůstává ve vozidle) a dlouhá zastávka družstva na vozidle, kde družstvo sesedne a zaujme kruhovou obranu.
- Shromaždiště, kde se vydává tzv. GOTWA, popřípadě bojový rozkaz pro plnění stanoveného úkolu.

Při překonávání lineárních překážek (cesty, vodní toky, lesní průseky a dalších) družstvo postupuje dle několika variant:
1. Když nehrozí větší nebezpečí, tak družstvo postupuje v buddy týmech (zády přes překážku).
2. Pokud je možný kontakt s nepřítelem, tak se využívá pomalý způsob, kde se zaujímají krycí postavení (před a za překážkou) a zbytek družstva překračují překážku.
3. Třetí způsob se používá v případě, kdy družstvo nevidí za cestu. Jedná se o rozšířený druhý způsob s propátráním terénu.

Při vedení bojové činnosti je vhodná reakce na kontakt nezbytná pro zvládnutí úkolu a přežití.
- Kontakt se silným nepřítelem (síla větší jak 3 střelci nebo těžké zbraně). Vhodná reakce je především stažení v podobě přískoků a odpoutání se do vhodné vzdálenosti a přeskupením se ve skrytu/krytu shromaždiště po nalezení vhodného tzv. okna.
  - Loupáním (v šachovnici).
  - Oponou (v rojnici doprava nebo doleva).
  - Vytlačováním.
  - Čelní ústup (po sekcích, týmech, dvojicích nebo jednotlivcích).
  - Rozprášením, když je situace zoufalá.
- Kontakt se slabým nepřítelem (síla menší jak 3 střelci, nebo nepřítomnost těžkých zbraní). Vhodná reakce je zničení nepřítele.
  - Útok obchvatem.
  - Útok ztečí.
  - Čelní útok (s podporou).
  - Čelní útok (po sekcích, týmech, dvojicích nebo jednotlivcích).
- Reakce na blízkou léčku. Nepřítel připravil léčku a je ve vzdálenosti do 50m. Šance na přežití je malá a každý voják v dané situaci musí jednat rychle a okamžitým útokem se dostat do formace nepřítele. Reakce na vzdálenou léčku (vzdálenost nad 50m) je okamžitě opustit prostor pomocí vozidlového prvku nebo pěším přesunem.
- Reakce na dělostřelecký přepad. Jedná se napadení nepřímou palbou. Jediná efektivní ochrana je okamžité využití nejbližšího krytu a zalehnutí a následného opuštění prostoru
- Reakce na odstřelovače. Správná reakce je opuštění prostoru a snížení rozpoznatelnosti velitelů a specialistů a přizpůsobení se taktické situaci.
- Reakce na dron. Správná reakce je zaujmout skryt, nehýbat se, popřípadě dron sestřelit.

Obrana (statická, manévrovací nebo boj na zdrženou), stejně jako útok, je nejčastější taktická činnost ve válkách. Obrana se skládá z postavení jednotky (družstva, čety, roty), systému zátarasů (výbušné/nevýbušné; ochranné, taktické a doplňkové) a palebného systému jednotky (hotovostní zbraň, střelecká karta, atd.).
| Parametr / jednotka | družstvo               | četa       | rota           |
| ------------------- | ---------------------- | ---------- | -------------- |
| formální název      | obranné postavení      | opěrný bod | prostor obrany |
| šířka               | 100 m                  | 500 m      | 3 km           |
| hloubka             | 50 m (hloubka vozidla) | 300 m      | 2 km           |

Budování obrany se provádí dle akronymu 7Z nebo SAFESOC a to spěšně (v kontaktu s nepřítelem) nebo plánovaně (mimo kontakt s nepřítelem).
U mechanizovaných sil probíhá úzká kooperace mezi vozidlovým prvkem (K)BVP a pěším prvkem. Sesednutí roje probíhá v kontaktu s nepřítelem nebo mimo kontakt s nepřítelem. 
- Sesednutí okolo vozidla.
- Za vozidlo sesednout, kde se vozidlo využívá jako kryt. Pěší prvek zaujme kruhovou obranu a pokračuje v plnění úkolu.
- Kontakt na 12 hodině (vpravo, vlevo, na obě strany dle sekcí). První sesednutý voják poskytuje palbou krytí nasunutí zbytku družstva. Pěší prvek se rozvine do bojové formace.
- Kontakt z 3/9 hodiny.
- Kontakt z 6 hodiny.
- Při minovém a IED nebezpečí provádí první a druhý voják prohledání prostoru.

Při nasedání do KBVP první voják poskytuje krytí a zbytek pěšího prvku nasedne do KBVP. Poslední nastoupí ten, který poskytuje krytí.